# Giovanni Dalmasso
Giovanni Dalmasso (Castagnole delle Lanze, 10 luglio 1886 – Torino, 13 dicembre 1976) è stato un agronomo italiano.

## Biografia
Dopo essersi diplomato alla Scuola enologica di Alba, nel 1909 si diplomò in Agraria alla Scuola superiore di agricoltura di Milano.
Nel 1911, dopo aver conseguito la laurea in Scienze naturali all'Università degli Studi di Pavia, gli venne assegnata la cattedra di viticoltura ed enologia alla Scuola enologica di Conegliano, città a cui rimase legato. Nello stesso anno inizia la sua attività di divulgatore con i volumetti della Ricerca minima Ottavi pubblicati a Casale Monferrato.
Nel 1923 fondò la Stazione sperimentale per la viticoltura, dove avviò un'intensa attività di ricerca per il miglioramento genetico della vite e l'eliminazione delle caratteristiche agronomiche negative di alcuni vitigni, effettuò ricerche sugli ibridi produttori diretti, incroci tra varietà di viti europee e americane resistenti alla fillossera.

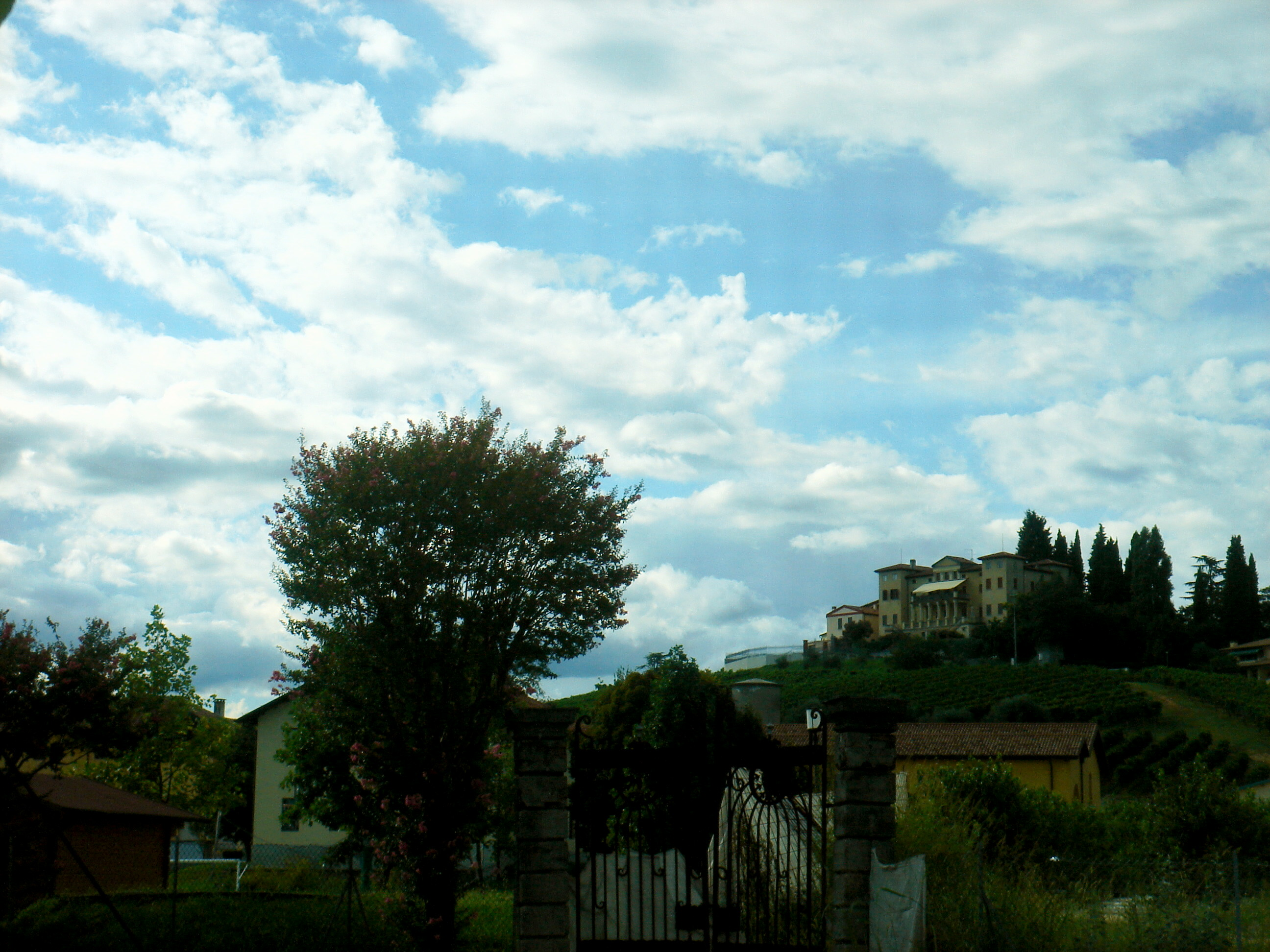
I colli della scuola enologica di Conegliano dove Giovanni Dalmasso ha insegnato

Oltre all'attività di ricerca, Dalmasso è stato anche giornalista e scrittore; dal 1920 inizia a collaborare con "Il Coltivatore ", giornale fondato a Casale Monferrato nel 1854 da Giuseppe Antonio Ottavi che nel 1932 diventa "Il Coltivatore e Giornale Italiano" di cui fu poi  Direttore dal 1949 al 1968. Nel 1937, con Arturo Marescalchi, scrisse Storia della vite e del vino in Italia, una delle più grandi opere di interesse viticolo mai scritte in Italia.
Nel 1936 crea il vitigno Valentino nero e nel 1938 crea il vitigno Albarossa, quest'ultimo da un incrocio fra quello che lui chiamava nebbiolo di Dronero (oggi sappiamo essere lo chatus) e barbera, con l'intento di ottenere un vino dalle qualità dei due vini piemontesi.
Nel 1939, lasciò la direzione della Stazione sperimentale e diventò professore ordinario di Viticoltura presso la neonata Facoltà di Agraria dell'Università degli Studi di Torino, incarico che mantenne fino al 1956, quando era ormai prossimo al pensionamento.
Nel 1965 - 1966 fu altresi Presidente del Comitato Nazionale per la tutela delle denominazioni di origine dei vini italiani cui poi gli successe il monferrino Paolo Desana, relatore e primo firmatario del DPR 930 del 12 luglio 1963, ovvero la legge dei vini DOC italiani. 
Nel 1949 fu tra i fondatori e primo presidente dell'Accademia italiana della Vite e del Vino. Nel 1947 pubblicò la prima edizione di Viticoltura moderna, un manuale edito dalla Hoepli che ancora oggi è il testo di riferimento della viticoltura italiana.

## Riconoscimenti
La Scuola Enologica di Alba gli ha intitolato l'aula magna dell'istituto, la città di Alba un parco la città di Conegliano una via, la città di Castagnole delle Lanze una via. La Provincia di Torino gli ha dedicato l'istituto tecnico agrario di Pianezza.
L'Università di Torino ne ha raccolto gli scritti istituendo il Fondo Giovanni Dalmasso e presso la Cattedra di Viticoltura Università è stata istituita la Fondazione Giovanni Dalmasso per il Progresso della Viticoltura e dell'Enologia. Nel 2006 l'Organizzazione Interprofessionale per la Comunicazione delle Conoscenze in Enologia ha organizzato un convegno internazionale in suo ricordo.
L'Istituto Tecnico Agrario "Abele Damiani di Marsala gli ha intitolato la Cantina storica didattica e sperimentale.

## Opere
- Viticoltura moderna Edizioni Hoepli[8]
- Storia della vite e del vino in Italia, in collaborazione con Marescalchi 3 voll., Unione Italiana Vini, Milano 1931-33-37

"Viticoltura", Collana Agraria dell'Opera Nazionale Combattenti,1929 Roma.Volume di 314 pagine